# Almir de Souza Fraga
Almir de Souza Fraga (vzdevek Almir), brazilski nogometaš, * 26. marec 1969, Porto Alegre, Brazilija.
Za brazilsko reprezentanco je odigral 5 uradnih tekem.